# Hồng kỳ Linux

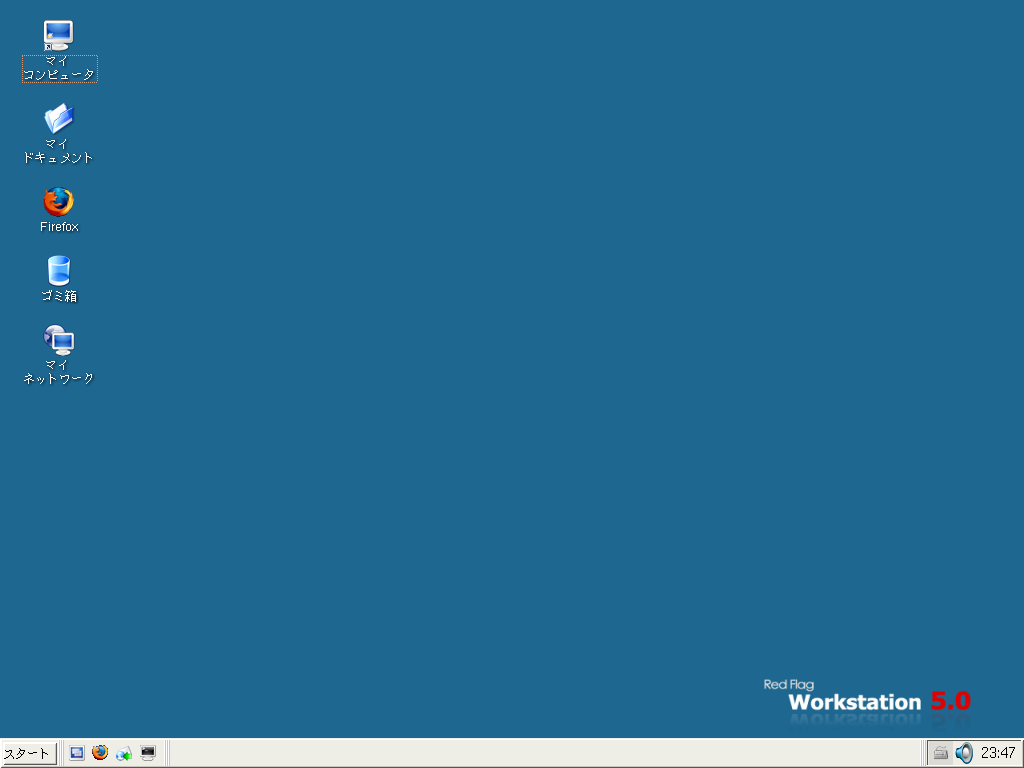
Screenshot của Red Flag Linux Workstation version 5.0 bằng tiếng Nhật

Hồng kỳ Linux hay Red Flag Linux (tiếng Trung: 红旗Linux) là một bản phân phối Linux của Trung Quốc được phát triển bởi Red Flag Software. Logo của Red Flag là chú chim cánh cụt Tux mang một lá cờ đỏ.
Chủ tịch điều hành hiện tại của Red Flag Software là Jia Dong (贾栋, âm Hán Việt Giả Đống).

## Mô tả
Red Flag Linux 6.0 được phát hành vào ngày 29/9/2009. Phiên bản 6.9 phát triển dựa trên bản phân phối Asianux 3.0, được phát hành vào ngày 22 tháng 9 năm 2007. Nó bao gồm Linux 2.6.22.6, KDE 3.5.7 và X.Org 7.2.
Red Flag Linux Desktop 6.0 dự định là một hệ điều hành desktop toàn diện và có một số cải tiến chủ yếu liên quan đến cài đặt, phần cứng, và hỗ trợ đa phương tiện, cũng như cấu hình desktop.
Bên cạnh các giải pháp chuyên ngành, Red Flag Linux có các sản phẩm sau:
- Red Flag Asianux Server 3
- Red Flag HA Cluster 6.0
- Red Flag Desktop 6.0 (红旗Linux桌面版6.0)

Cấu trúc nội bộ của Red Flag Linux tương tự như Red Hat Linux, bằng cách sử dụng một trình cài đặt tương tự. Bản Desktop của Red Flag Linux có sự tương đồng cao với Windows XP, từ theme desktop đến các icon, sẽ giúp rút ngắn quá trình chuyển đổi hệ điều hành.

## Lịch sử
Red Flag Linux xuất hiện lần đầu vào tháng 8/1999, khi nó được tạo ra bởi Viện nghiên cứu phần mềm tại Viện Khoa học Trung Quốc (Chinese Academy of Sciences). Được hỗ trợ từ Quỹ đầu tư mạo hiểm Shanghai NewMargin Venture Capital thuộc sở hữu của chính phủ. Tháng 3 năm 2001, Bloomberg News đưa tin CCIDNET Investment, một doanh nghiệp trực thuộc Bộ Công nghiệp - Thông tin, trở thành cổ đông lớn thứ hai của Red Flag.
Trong một bế tắc với Microsoft vào tháng 1/2000 sau nhiều năm căng thẳng với Microsoft vì hãng này không quản lý tốt sự phát triển của Microsoft Venus, Chính phủ Trung Quốc đã yêu cầu gỡ bỏ Windows 2000 trên các máy tính của họ và chuyển sang Red Flag Linux.
Tháng 1/2006, Red Flag Linux tham gia Open Source Development Labs.

## Mục đích
Red Flag Software Co., Ltd. (Red Flag Software) tập trung vào sự phát triển và tiếp thị của hệ điều hành dựa trên Linux và các ứng dụng đa nền tảng những người dùng công nghệ không ngừng phát triển tại Trung Quốc. Mục tiêu của họ là "Tạo ra ưu đãi cho cuộc sống mạng". Công ty sẽ tiếp tục phát triển một mô hình quản lý hiện đại được gọi là "Red Flag Way." Đây là client driven tùy biến dựa trên mô hình kinh doanh của họ liên quan đến phần mềm tự do.

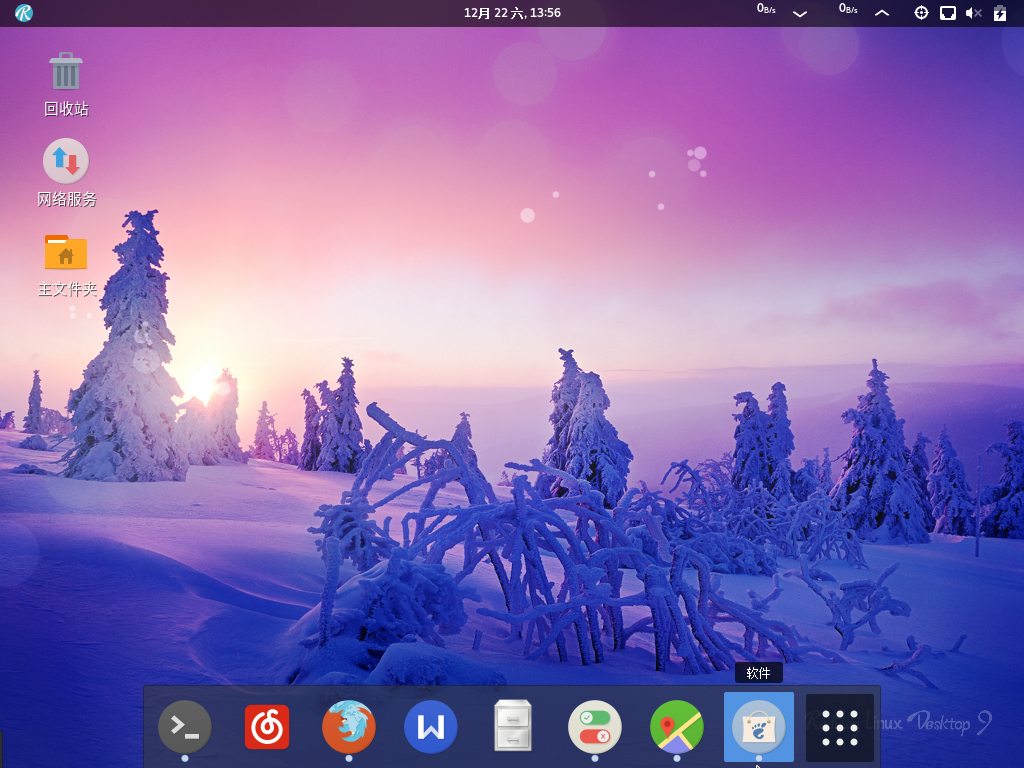
Screenshot của Red Flag Linux 9.0

## Cafe internet tại Nam Xương
Ngày 3/12/2008, có một thông báo được gửi đến các quán cafe ở Nam Xương cho biết từ tháng 11/2008 họ phải chuyển sang cài đặt Red Flag Linux thay cho các bản Windows lậu đang phổ biến, hoặc phải cài các bản Windows có bản quyền. Tuy nhiên theo đài RFA, các quán cafe ở Nam Xương được yêu cầu chuyển sang Red Flag Linux kể cả khi họ sử dụng Windows có bản quyền. Hệ thống này được cung cấp với một hợp đồng hỗ trợ vĩnh viễn với chi phí là 5000 nhân dân tệ cho tất cả các máy trong các quán cà phê. Một người phát ngôn chính thức cho Red Flag Linux làm rõ bằng cách nói rằng thông báo đã được nhắm mục tiêu đến phía máy chủ không phải máy tính chơi game nhiều khách hàng, và trong thông báo ban đầu, Microsoft Windows và Red Flag Linux chỉ đơn giản là các hệ điều hành được khuyên dùng được thử nghiệm bởi Cục Văn hóa.